# Vòng loại Giải vô địch bóng đá thế giới 1978 – Khu vực châu Á và châu Đại Dương
Dưới đây là thông tin về các trận đấu và kết quả vòng loại Giải vô địch bóng đá thế giới 1978 (FIFA World Cup 1978) khu vực châu Á và châu Đại Dương (AFC và OFC). Để có cái nhìn tổng quan về các vòng loại, hãy xem bài viết Vòng loại Giải vô địch bóng đá thế giới 1978.
Tổng cộng có 21 đội bóng thuộc hai liên đoàn này cùng với Israel tham gia vòng loại. Tuy nhiên, Việt Nam Cộng hòa không thể góp mặt do Việt Nam đã thống nhất sau năm 1975. Khu vực châu Á và châu Đại Dương chỉ được phân bổ 1 suất duy nhất trong tổng số 16 suất tham dự vòng chung kết World Cup 1978.

## Thể thức thi đấu
Vòng loại gồm 2 giai đoạn:
- Vòng 1: 21 đội được chia thành 5 bảng, mỗi bảng áp dụng thể thức thi đấu khác nhau:
  - Bảng 1: Gồm 6 đội, thi đấu vòng tròn một lượt tại Singapore. Hai đội đứng đầu sau vòng bảng sẽ đá trận play-off một lượt. Đội thắng giành quyền vào Vòng cuối cùng.
  - Bảng 2 và 3: Mỗi bảng có 4 đội, thi đấu theo thể thức sân nhà – sân khách. Đội đứng đầu mỗi bảng giành vé vào Vòng Cuối.
  - Bảng 4: Gồm 4 đội, thi đấu vòng tròn hai lượt tại Qatar. Đội có thành tích tốt nhất giành quyền đi tiếp.
  - Bảng 5: Có 3 đội, thi đấu sân nhà – sân khách. Đội nhất bảng vào Vòng cuối cùng
- Vòng Cuối cùng: 5 đội giành quyền đi tiếp từ Vòng 1 sẽ thi đấu vòng tròn theo thể thức sân nhà – sân khách. Đội có số điểm cao nhất sau loạt trận này sẽ đại diện cho khu vực châu Á và châu Đại Dương tham dự vòng chung kết FIFA World Cup 1978.

## Vòng 1

### Bảng 1
| VT | Đội       | ST | T | H | B | BT | BB | HS | Đ | Giành quyền tham dự |
| -- | --------- | -- | - | - | - | -- | -- | -- | - | ------------------- |
| 1  | Hồng Kông | 4  | 2 | 2 | 0 | 9  | 5  | +4 | 6 | Play-off            |
| 2  | Singapore | 4  | 2 | 1 | 1 | 5  | 6  | −1 | 5 | Play-off            |
| 3  | Malaysia  | 4  | 1 | 2 | 1 | 7  | 6  | +1 | 4 |                     |
| 4  | Indonesia | 4  | 1 | 1 | 2 | 7  | 7  | 0  | 3 |                     |
| 5  | Thái Lan  | 4  | 1 | 0 | 3 | 8  | 12 | −4 | 2 |                     |
| 6  | Sri Lanka | 0  | 0 | 0 | 0 | 0  | 0  | 0  | 0 | Rút lui             |

| Singapore                         | 2–0 | Thái Lan |
| --------------------------------- | --- | -------- |
| Quah Kim Song 48' · Rajagopal 70' |     |          |

| Hồng Kông                                                                             | 4–1 | Indonesia          |
| ------------------------------------------------------------------------------------- | --- | ------------------ |
| Chung Chor Wai 61' (ph.đ.) · Wun Chee Keung 67' · Kwok Ka Ming 71' · Lau Wing Yip 83' |     | Waskito Kaihun 12' |

| Malaysia                                      | 6–4 | Thái Lan                                      |
| --------------------------------------------- | --- | --------------------------------------------- |
| James 15', 38', 51', 60' · Isa Bakar 17', 19' |     | Jesdaporn 24', 67' · Witthaya 86' · Niwat 88' |

| Singapore                             | 2–2 | Hồng Kông               |
| ------------------------------------- | --- | ----------------------- |
| Quah Kim Song 37' · Dollah Kassim 70' |     | Wun Chee Keung 19', 51' |

| Indonesia | 0–0 | Malaysia |
| --------- | --- | -------- |
|           |     |          |

| Hồng Kông                             | 2–1 | Thái Lan     |
| ------------------------------------- | --- | ------------ |
| Kwok Ka Ming 49' · Chung Chor Wai 81' |     | Witthaya 55' |

| Singapore                        | 1–0 | Malaysia |
| -------------------------------- | --- | -------- |
| Mohammad Noh Hussein 31' (ph.đ.) |     |          |

| Thái Lan                                         | 3–2 | Indonesia                            |
| ------------------------------------------------ | --- | ------------------------------------ |
| Cherdsak 27' · Jesdaporn 30' (ph.đ.) · Niwat 36' |     | Risdianto 44' · Junaedi Abdillah 70' |

| Malaysia       | 1–1 | Hồng Kông         |
| -------------- | --- | ----------------- |
| Bakri Ibni 78' |     | Fung Chi Ming 15' |

| Singapore | 0–4 | Indonesia                                                                    |
| --------- | --- | ---------------------------------------------------------------------------- |
|           |     | Ronny Pattinasarany 4' · Anjas Asmara 13' · Andi Lala 26' · Iswadi Idris 48' |

#### Play-off
Hồng Kông và Singapore kết thúc vòng bảng ở hai vị trí dẫn đầu, do đó một trận play-off đã được tổ chức để xác định đội đi tiếp.
| Singapore | 0–1 | Hồng Kông        |
| --------- | --- | ---------------- |
|           |     | Lau Wing Yip 33' |

Hồng Kông giành quyền vào Vòng Cuối cùng.

### Bảng 2
| VT | Đội               | ST | T | H | B | BT | BB | HS | Đ | Giành quyền tham dự |
| -- | ----------------- | -- | - | - | - | -- | -- | -- | - | ------------------- |
| 1  | Hàn Quốc          | 4  | 2 | 2 | 0 | 4  | 1  | +3 | 6 | Vòng Cuối cùng      |
| 2  | Israel            | 4  | 2 | 1 | 1 | 5  | 3  | +2 | 5 |                     |
| 3  | Nhật Bản          | 4  | 0 | 1 | 3 | 0  | 5  | −5 | 1 |                     |
| 4  | CHDCND Triều Tiên | 0  | 0 | 0 | 0 | 0  | 0  | 0  | 0 | Withdrew            |

| Israel | 0–0 | Hàn Quốc |
| ------ | --- | -------- |
|        |     |          |

| Israel                | 2–0 | Nhật Bản |
| --------------------- | --- | -------- |
| Machnes 43' · Bar 57' |     |          |

| Nhật Bản | 0–2 | Israel                   |
| -------- | --- | ------------------------ |
|          |     | Machnes 41' · Peretz 54' |

| Hàn Quốc                                               | 3–1 | Israel        |
| ------------------------------------------------------ | --- | ------------- |
| Cha Bum-kun 23' · Park Sang-in 86' · Choi Jong-duk 88' |     | Malmilian 76' |

| Nhật Bản | 0–0 | Hàn Quốc |
| -------- | --- | -------- |
|          |     |          |

| Hàn Quốc                | 1–0 | Nhật Bản |
| ----------------------- | --- | -------- |
| Cha Bum-kun 84' (ph.đ.) |     |          |

Hàn Quốc cũng giành quyền vào vòng chung kết. Trong khi đó, Triều Tiên rút lui khỏi giải đấu trước khi khởi tranh để phản đối việc Israel tham dự.

### Bảng 3
| VT | Đội         | ST | T | H | B | BT | BB | HS | Đ | Giành quyền tham dự |
| -- | ----------- | -- | - | - | - | -- | -- | -- | - | ------------------- |
| 1  | Iran        | 4  | 4 | 0 | 0 | 8  | 0  | +8 | 8 | Vòng Cuối cùng      |
| 2  | Ả Rập Xê Út | 4  | 1 | 0 | 3 | 3  | 7  | −4 | 2 |                     |
| 3  | Syria       | 4  | 1 | 0 | 3 | 2  | 6  | −4 | 2 |                     |
| 4  | Iraq        | 0  | 0 | 0 | 0 | 0  | 0  | 0  | 0 | Withdrew            |

| Ả Rập Xê Út                 | 2–0 | Syria |
| --------------------------- | --- | ----- |
| Al Fahad 22' · Bo Saeed 54' |     |       |

| Syria                     | 2–1 | Ả Rập Xê Út |
| ------------------------- | --- | ----------- |
| Al Katbi 36' · Khouri 82' |     | Ghani 44'   |

| Ả Rập Xê Út | 0–3 | Iran                           |
| ----------- | --- | ------------------------------ |
|             |     | Mazloumi 16', 78' · Roshan 62' |

| Syria | 0–1      | Iran       |
| ----- | -------- | ---------- |
|       | (Report) | Parvin 36' |

| Iran | 2–0 (w/o) | Syria     |
| ---- | --------- | --------- |
|      |           | Forfeited |

| Iran                      | 2–0 | Ả Rập Xê Út |
| ------------------------- | --- | ----------- |
| Yousefi 10' · Sharifi 84' |     |             |

Iran giành quyền vào Vòng Cuối cùng.

### Bảng 4
| VT | Đội     | ST | T | H | B | BT | BB | HS | Đ | Giành quyền tham dự |
| -- | ------- | -- | - | - | - | -- | -- | -- | - | ------------------- |
| 1  | Kuwait  | 4  | 4 | 0 | 0 | 10 | 2  | +8 | 8 | Vòng Cuối cùng      |
| 2  | Bahrain | 4  | 1 | 0 | 3 | 4  | 6  | −2 | 2 |                     |
| 3  | Qatar   | 4  | 1 | 0 | 3 | 3  | 9  | −6 | 2 |                     |
| 4  | UAE     | 0  | 0 | 0 | 0 | 0  | 0  | 0  | 0 | Withdrew            |

| Bahrain | 0–2 | Kuwait                 |
| ------- | --- | ---------------------- |
|         |     | Kameel 5' · Yaqoub 21' |

| Qatar                       | 2–0 | Bahrain |
| --------------------------- | --- | ------- |
| Muftah 40' · Al Suwaidi 62' |     |         |

| Qatar | 0–2 | Kuwait                     |
| ----- | --- | -------------------------- |
|       |     | Yaqoub 28' · Al-Anberi 68' |

| Bahrain   | 1–2 | Kuwait                                  |
| --------- | --- | --------------------------------------- |
| Shaqr 73' |     | Al-Anberi 33' · Al Duraihem 56' (ph.đ.) |

| Qatar | 0–3 | Bahrain                                         |
| ----- | --- | ----------------------------------------------- |
|       |     | Shaqr 32' · Zowayed 57' · Al Farhan 73' (ph.đ.) |

| Qatar               | 1–4 | Kuwait                                                 |
| ------------------- | --- | ------------------------------------------------------ |
| Abubakr 82' (ph.đ.) |     | Yaqoub 10' · Ma'yoof 16' · Al Saleh 24' · Bo Hamad 60' |

Kuwait giành quyền vào Vòng Cuối cùng.

### Bảng 5
| VT | Đội                      | ST | T | H | B | BT | BB | HS  | Đ | Giành quyền tham dự |
| -- | ------------------------ | -- | - | - | - | -- | -- | --- | - | ------------------- |
| 1  | Úc                       | 4  | 3 | 1 | 0 | 9  | 3  | +6  | 7 | Vòng Cuối cùng      |
| 2  | New Zealand              | 4  | 2 | 1 | 1 | 14 | 4  | +10 | 5 |                     |
| 3  | Bản mẫu:Country data TAI | 4  | 0 | 0 | 4 | 1  | 17 | −16 | 0 |                     |

| Úc                          | 3–0 | Đài Loan |
| --------------------------- | --- | -------- |
| Rooney 8', 46' · Abonyi 16' |     |          |

| Đài Loan          | 1–2 | Úc                       |
| ----------------- | --- | ------------------------ |
| Chang Kuo Chi 29' |     | Kosmina 35' · Abonyi 58' |

| New Zealand                                                   | 6–0 | Đài Loan |
| ------------------------------------------------------------- | --- | -------- |
| Nelson 4', 6', 60' · Campbell 16' · Taylor 42' · Weymouth 74' |     |          |

| Đài Loan | 0–6 | New Zealand                                                       |
| -------- | --- | ----------------------------------------------------------------- |
|          |     | Nelson 10', 74' · Sumner 15', 51', 55' · Lo Chih Tsong 71' (l.n.) |

| Úc                              | 3–1 | New Zealand |
| ------------------------------- | --- | ----------- |
| Ollerton 60', 80' · Kosmina 72' |     | Nelson 4'   |

| New Zealand | 1–1 | Úc           |
| ----------- | --- | ------------ |
| Nelson 34'  |     | Ollerton 18' |

Úc giành quyền vào Vòng Cuối cùng.

## Vòng cuối cùng
| VT | Đội       | ST | T | H | B | BT | BB | HS  | Đ  | Giành quyền tham dự |     |     |     |     |     |     |
| -- | --------- | -- | - | - | - | -- | -- | --- | -- | ------------------- | --- | --- | --- | --- | --- | --- |
| 1  | Iran      | 8  | 6 | 2 | 0 | 12 | 3  | +9  | 14 | 1978 FIFA World Cup |     | —   | 2–2 | 1–0 | 1–0 | 3–0 |
| 2  | Hàn Quốc  | 8  | 3 | 4 | 1 | 12 | 8  | +4  | 10 |                     |     | 0–0 | —   | 1–0 | 0–0 | 5–2 |
| 3  | Kuwait    | 8  | 4 | 1 | 3 | 13 | 8  | +5  | 9  |                     | 1–2 | 2–2 | —   | 1–0 | 4–0 |     |
| 4  | Úc        | 8  | 3 | 1 | 4 | 11 | 8  | +3  | 7  |                     | 0–1 | 2–1 | 1–2 | —   | 3–0 |     |
| 5  | Hồng Kông | 8  | 0 | 0 | 8 | 5  | 26 | −21 | 0  |                     | 0–2 | 0–1 | 1–3 | 2–5 | —   |     |

| Hồng Kông | 0–2 | Iran                      |
| --------- | --- | ------------------------- |
|           |     | Kazerani 22' · Jahani 77' |

| Hồng Kông | 0–1 | Hàn Quốc        |
| --------- | --- | --------------- |
|           |     | Cha Bum-kun 81' |

| Hàn Quốc | 0–0 | Iran |
| -------- | --- | ---- |
|          |     |      |

| Úc                            | 3–0 | Hồng Kông |
| ----------------------------- | --- | --------- |
| Kosmina 28', 84' · Barnes 46' |     |           |

| Úc | 0–1 | Iran       |
| -- | --- | ---------- |
|    |     | Roshan 70' |

| Úc               | 2–1 | Hàn Quốc        |
| ---------------- | --- | --------------- |
| Kosmina 63', 75' |     | Cha Bum-kun 23' |

| Hồng Kông         | 1–3 | Kuwait                                    |
| ----------------- | --- | ----------------------------------------- |
| Chung Chor Wai 9' |     | Al-Dakhil 35' · Yaqoub 52' · Bo Hamad 72' |

| Hàn Quốc         | 1–0 | Kuwait |
| ---------------- | --- | ------ |
| Park Sang-in 59' |     |        |

| Úc         | 1–2 | Kuwait                     |
| ---------- | --- | -------------------------- |
| Rooney 83' |     | Kameel 42' · Al-Anberi 49' |

| Hàn Quốc | 0–0 | Úc |
| -------- | --- | -- |
|          |     |    |

| Iran       | 1–0 | Kuwait |
| ---------- | --- | ------ |
| Jahani 48' |     |        |

| Hồng Kông                                 | 2–5 | Úc                                                        |
| ----------------------------------------- | --- | --------------------------------------------------------- |
| Tang Hung Cheong 65' · Chung Chor Wai 80' |     | Ollerton 19', 31', 65' · Abonyi 39' (ph.đ.) · Bennett 85' |

| Kuwait                       | 2–2 | Hàn Quốc                            |
| ---------------------------- | --- | ----------------------------------- |
| Al-Dakhil 47' · Bo Abbas 76' |     | Cha Bum-kun 18' · Choi Jong-duk 82' |

| Iran            | 2–2 | Hàn Quốc               |
| --------------- | --- | ---------------------- |
| Roshan 52', 68' |     | Lee Young-moo 28', 88' |

| Kuwait                                         | 4–0 | Hồng Kông |
| ---------------------------------------------- | --- | --------- |
| Al-Dakhil 3', 17' · Al-Anberi 45' · Kameel 80' |     |           |

| Iran                          | 3–0 | Hồng Kông |
| ----------------------------- | --- | --------- |
| Jahani 3', 35' · Kazerani 19' |     |           |

| Kuwait        | 1–0 | Úc |
| ------------- | --- | -- |
| Al-Dakhil 52' |     |    |

| Iran       | 1–0 | Úc |
| ---------- | --- | -- |
| Jahani 44' |     |    |

| Kuwait        | 1–2 | Iran                     |
| ------------- | --- | ------------------------ |
| Al-Dakhil 14' |     | Fariba 48' · Khabiri 59' |

| Hàn Quốc                                                                    | 5–2 | Hồng Kông                           |
| --------------------------------------------------------------------------- | --- | ----------------------------------- |
| Kim Ho-kon 22' · Huh Jung-moo 43' · Kim Jae-han 76', 81' · Park Sang-in 89' |     | Kwok Ka Ming 49' · Chan Fat Chi 79' |

Iran vượt qua vòng loại.

## Đội tuyển vượt qua vòng loại
Đội tuyển sau đây đã vượt qua vòng loại để giành quyền tham dự Giải vô địch bóng đá thế giới 1978.
| Đội tuyển | Tư cách vượt qua vòng loại | Ngày vượt qua vòng loại | Số lần tham dự FIFA World Cup trước đây1 |
| --------- | -------------------------- | ----------------------- | ---------------------------------------- |
| Iran      | Chiến thắng Vòng cuối cùng | 25 tháng 11 năm 1977    | 0 (lần đầu)                              |

## Cầu thủ ghi bàn
7 bàn thắng
- Keith Nelson

6 bàn thắng
- John Kosmina
- Peter Ollerton
- Faisal Al-Dakhil

5 bàn thắng
- Ghafour Jahani
- Cha Bum-kun

4 bàn thắng
- Chung Chor Wai
- Hassan Roshan
- Abdulaziz Al-Anberi
- Jasem Yaqoub
- James Wong

3 bàn thắng
- Attila Abonyi
- Jimmy Rooney
- Kwok Ka Ming
- Wun Chee Keung
- Fat'hi Kameel Fayaz Matar Marzouq
- Steve Sumner
- Park Sang-in
- Jesdaporn Naphatalung

2 bàn thắng
- Fuad Abou Shaqr
- Lau Wing Yip
- Hossein Kazerani
- Gholam Hossein Mazloumi
- Oded Machnes
- Hamad Khalid Bo Hamad
- Isa Bakar
- Quah Kim Song
- Choi Jong-duk
- Kim Jae-han
- Lee Young-moo
- Vidthaya Laohakul
- Niwat Srisawat

1 bàn thắng
- Murray Barnes
- Colin Bennett
- Ibrahim Al Farhan
- Ebrahim Zowayed
- Chan Fat Chi
- Fung Chi Ming
- Tang Hung Cheong
- Junaedi Abdillah
- Anjas Asmara
- Iswadi Idris
- Waskito Kaihun
- Andi Lala
- Ronny Pattinasarany
- Risdianto
- Behtash Fariba
- Habib Khabiri
- Ali Parvin
- Habib Shareefi
- Mohsin Yousifi
- Haim Bar
- Uri Malmilian
- Itzhak Peretz
- Ibrahim Mohammed Al Duraihem
- Farouk Ibrahim Al Awadi Al Saleh
- Badr Abdul Hameed Bo Abbas
- Abdullah Yousuf Ma'yoof
- Bakri Ibni
- Clive Campbell
- Dave Taylor
- Kevin Weymouth
- Anbar Bashir Abubakr
- Hassan Myuter Saied Al Suwaidi
- Mansour Muftah Faraj Bekhit
- Samir Sultan Al Fahad
- Saoud Al Gassem Mohammed Bo Saeed
- Mohammed Abdul Ghani
- Mohammed Noh Hussein
- Dollah Kassim
- Suriamurthy Rajagopal
- Huh Jung-moo
- Kim Ho-kon
- Abdul Hamid Al Katbi
- Marwan Khalifa Khouri
- Chang Kuo Chi
- Cherdsak Chaiyabutr

1 bàn phản lưới nhà
- Lo Chih Tsong (trong trận gặp New Zealand)